# Jetpur Navagadh
Jetpur Navagadh è una suddivisione dell'India, classificata come municipality, di 104.311 abitanti, situata nel distretto di Rajkot, nello stato federato del Gujarat. In base al numero di abitanti la città rientra nella classe I (da 100.000 persone in su).

## Geografia fisica
La città è situata a 21° 43' 60 N e 70° 37' 0 E e ha un'altitudine di 89 m s.l.m..

## Società

### Evoluzione demografica
Al censimento del 2001 la popolazione di Jetpur Navagadh assommava a 104.311 persone, delle quali 54.772 maschi e 49.539 femmine. I bambini di età inferiore o uguale ai sei anni assommavano a 11.719, dei quali 6.382 maschi e 5.337 femmine. Infine, coloro che erano in grado di saper almeno leggere e scrivere erano 75.433, dei quali 42.681 maschi e 32.752 femmine.